# Svarttjärnen (Gagnefs socken, Dalarna, 671857-146828)
Svarttjärnen är en sjö i Gagnefs kommun i Dalarna och ingår i Dalälvens huvudavrinningsområde.